# 石坂浩二の世界うらもおもても
『石坂浩二の世界うらも・おもても』（いしざかこうじのせかいうらも おもても）は、1988年10月10日から1989年2月27日まで、テレビ朝日系列局で毎週月曜日20:00 - 20:54 (日本標準時) に放送された朝日放送（ABC）製作のクイズ番組である。

## 概要
それまで日曜20時台で放送されていた『クイズMONOものがたり』と同様に、石坂浩二が司会を務めたクイズ番組である。この番組では制作局がテレビ朝日から朝日放送に変更され、また『クイズMONOものがたり』とほぼ同じスタッフにより製作された。
番組は毎回、世界各地にある物を各回でのテーマに沿って紹介しながらクイズを出題していた。放送第1回目のテーマは「展望台」で、世界各地の有名な高層建築物を紹介した後、それらを基にしたクイズを出題していた。解答者席は4つあり、解答者は2人1組のペアによるチーム対抗戦で所ジョージ、富田靖子、小倉久寛などが務めた。

## ネット局
| 放送対象地域   | 放送局           | 系列                          | 備考                                             |
| -------------- | ---------------- | ----------------------------- | ------------------------------------------------ |
| 近畿広域圏     | 朝日放送         | テレビ朝日系列                | 制作局                                           |
| 関東広域圏     | テレビ朝日       | テレビ朝日系列                |                                                  |
| 北海道         | 北海道テレビ     | テレビ朝日系列                |                                                  |
| 宮城県         | 東日本放送       | テレビ朝日系列                |                                                  |
| 福島県         | 福島放送         | テレビ朝日系列                |                                                  |
| 新潟県         | 新潟テレビ21     | テレビ朝日系列                |                                                  |
| 静岡県         | 静岡朝日テレビ   | テレビ朝日系列                | [ 1 ]                                            |
| 中京広域圏     | 名古屋テレビ     | テレビ朝日系列                |                                                  |
| 岡山県・香川県 | 瀬戸内海放送     | テレビ朝日系列                |                                                  |
| 広島県         | 広島ホームテレビ | テレビ朝日系列                |                                                  |
| 福岡県         | 九州朝日放送     | テレビ朝日系列                |                                                  |
| 鹿児島県       | 鹿児島放送       | テレビ朝日系列                |                                                  |
| 山形県         | 山形放送         | 日本テレビ系列 テレビ朝日系列 | 2時間遅れの月曜 22:00 - 22:54 に放送。           |
| 富山県         | 富山テレビ       | フジテレビ系列                | 1989年3月14日まで火曜 0:20（月曜深夜）から放送。 |

## スタッフ
- 構成：谷口秀一
- 音楽：前田憲男
- ナレーター：小宮孝泰、白井京子
- 演出：今井康之（イースト）
- プロデューサー：西村嘉郎（朝日放送）、瀬崎一世（イースト）
- 制作協力：テレコム・ジャパン（テレコムスタッフの前身会社）、イースト
- 制作著作：朝日放送